# Tripyla
Tripyla  (in greco Τριπύλα?) è una ex comunità della Grecia nella periferia del Peloponneso di 3 089 abitanti secondo i dati del censimento 2001.
È stata soppressa a seguito della riforma amministrativa detta Programma Callicrate in vigore dal gennaio 2011 ed è ora compresa nel comune di Trifyllia.